# Flicorno d'oro
Il Concorso Bandistico Internazionale Flicorno d'Oro (o Flicorno d'Oro) è uno dei più importanti concorsi internazionali per bande musicali e orchestre di fiati, il più importante a livello nazionale, che si tiene a Riva del Garda (TN) dal 1992 e dal 2008 con cadenza annuale.

## Storia
Il concorso nasce nel 1991 con l'intento di valorizzare i corpi bandistici musicali di tutto il mondo. Il 17 dicembre 1991 venne firmato l'atto costitutivo della relativa associazione, mentre Giovanni Lechthaler, allora Presidente delle Federazione Corpi Bandistici della Provincia di Trento, era nominato presidente. La prima edizione si svolge nel 1992 orientando gli iscritti in quattro categorie: Piccola, Media, Grande Banda e Brass Band. A partire dall'edizione 1995 le categorie si allineano agli standard europei concorsuali, istituendo le categorie Eccellenza, Superiore (dall'edizione 2001), Prima, Seconda e Terza. È inoltre prevista una categoria interamente dedicata a bande giovanili rappresentative e bande musicali formatisi nelle Scuole di Musica o nei corsi di Orientamento Musicale organizzati da complessi bandistici. Esiste infine una categoria libera fuori concorso alla quale possono iscriversi i corpi bandistici che, pur non scegliendo di partecipare al concorso, desiderano comunque mettersi alla prova per ottenere una valutazione scritta redatta da una giuria. In tale categoria le bande ottengono, in forma privata e senza entrar a far parte della competizione, una valutazione scritta e un giudizio di assegnazione attraverso il quale possono riconoscere il loro livello in riferimento alle sei categorie del Flicorno d'Oro. A ogni edizione partecipano in genere circa 50 complessi da tutta Europa, per un totale di circa tremila strumentisti. Dal 1991 al 2003 la carica di Presidente è stata ricoperta da Giovanni Lechthaler, a cui nel 2004 è succeduto l'attuale Presidente Tiziano Tarolli.

## Regolamento
Al concorso possono partecipare bande non professionistiche (con un limite di professionisti in organico fissato al 10%), pagando una quota di iscrizione a mezzo bonifico, senza limite nel numero dei musicisti che le compongono. La norma del concorso prevede per ciascun complesso un brano di presentazione (facoltativo e fuori concorso) un brano d'obbligo e uno a libera scelta. I brani sono da eseguire in un tempo massimo che varia da categoria a categoria. Sulla base di queste esecuzioni la Giuria, composta in genere da personalità del panorama musicale e bandistico internazionale, esprime un giudizio in centesimi. I parametri di giudizio sono: intonazione, qualità e bilanciamento del suono, tecnica e articolazione, insieme e ritmica, espressione e dinamica e infine interpretazione. In base al punteggio l'orchestra di fiati partecipante viene inserita in una scala di categoria e generale. Alla banda con il miglior punteggio assoluto viene assegnato l'ambito trofeo Flicorno d'Oro.

## Vincitori delle varie edizioni

### 1992
Direzione artistica: Prof. Daniele Carnevali  Italia, Prof. Mario Lutterotti  Italia
| Nome                | Ruolo                | Nazionalità |
| ------------------- | -------------------- | ----------- |
| Riz Ortolani        | Presidente di Giuria | Italia      |
| Marco Bazzoli       | Giurato              | Italia      |
| Hans Walter Berg    | Giurato              | Germania    |
| Fulvio Creux        | Giurato              | Italia      |
| Werner van Cleenput | Giurato              | Belgio      |

| Categoria     | Concorrente                                       | Provenienza            | Nazionalità | Direttore           | Posizione |
| ------------- | ------------------------------------------------- | ---------------------- | ----------- | ------------------- | --------- |
| Grande Banda  | Banda Musicale Stanislao Silesu                   | Samassi (CA)           | Italia      | M° Francesco Pittau |           |
| Grande Banda  | Verbandsjugendorchester Mittlebaden               |                        | Germania    | M° Joachim Heck     |           |
| Grande Banda  | Dechovi Orchester Mladych Krnov                   |                        | Rep. Ceca   | M° Karel Dospiva    |           |
| Grande Banda  | Gran Concerto Musicale Città di Porto San Giorgio | Porto San Giorgio (FM) | Italia      | M° Nazzareno Allevi |           |
| Media Banda   | Banda Accademia                                   | Novara                 | Italia      | M° Giorgio Coppi    |           |
| Media Banda   | Complesso strumentale a fiati A. Ponchielli       | Cagliari               | Italia      | M° Antonio Pittau   |           |
| Media Banda   | Civico corpo bandistico Santa Cecilia             | Brescia                | Italia      | M° Arturo Andreoli  |           |
| Piccola Banda | Ensemble di fiati imolese S. Macario              | Bologna                | Italia      | M° Fabrizio Bugani  |           |
| Brass Band    | Brass Band Excelsior                              |                        | Paesi Bassi | M° Bienze Ylstra    |           |
| Brass Band    | Brass Band Eglisau                                |                        | Svizzera    | M° Hanspeter Adank  |           |

### 1993
Direzione artistica: Prof. Daniele Carnevali  Italia, Prof. Mario Lutterotti  Italia
| Nome                  | Ruolo                | Nazionalità |
| --------------------- | -------------------- | ----------- |
| Henk van Lijnschooten | Presidente di Giuria | Paesi Bassi |
| Hans Walter Berg      | Giurato              | Germania    |
| Roger Bobo            | Giurato              | Stati Uniti |
| Franco Serge Lancen   | Giurato              | Francia     |
| Carlo Pirola          | Giurato              | Italia      |

| Categoria     | Concorrente                          | Provenienza            | Nazionalità | Direttore            | Posizione |
| ------------- | ------------------------------------ | ---------------------- | ----------- | -------------------- | --------- |
| Grande Banda  | Pecsi Vasutas Kondertfùvosok         |                        | Ungheria    | M° Karoly Neumayer   |           |
| Grande Banda  | Banda Musicale Stanislao Silesu      | Samassi (CA)           | Italia      | M° Francesco Pittau  |           |
| Grande Banda  | Bezirksjugendkapelle Bozen           | Bolzano                | Italia      | M° Norbert Grumer    |           |
| Media Banda   | Banda Cittadina di Gazzaniga         | Gazzaniga (BG)         | Italia      | M° Mario Maffeis     |           |
| Media Banda   | Banda Sociale di Mori - Brentonico   | Mori - Brentonico (TN) | Italia      | M° Flavio Vicentini  |           |
| Media Banda   | Complesso Filarmonica G. Gabrieli    | Brescia                | Italia      | M° Giuseppe Tagliani |           |
| Piccola Banda | Corpo Musicale di Gardolo            | Gardolo (TN)           | Italia      | M° Marco Bazzoli     |           |
| Piccola Banda | Stadtmusik Stockhack                 |                        | Germania    | M° Helmut Hubov      |           |
| Piccola Banda | Ensemble di fiati imolese S. Macario | Bologna                | Italia      | M° Orlando Pulin     |           |

### 1995
Direzione artistica: Prof. Daniele Carnevali  Italia, Prof. Mario Lutterotti  Italia
| Nome                  | Ruolo                | Nazionalità |
| --------------------- | -------------------- | ----------- |
| Henk van Lijnschooten | Presidente di Giuria | Paesi Bassi |
| Giancarlo Aleppo      | Giurato              | Italia      |
| Bernardo Adam Ferrero | Giurato              | Spagna      |
| Johan de Meij         | Giurato              | Francia     |
| Jan Van der Roost     | Giurato              | Belgio      |
| Gottfried Veit        | Giurato              | Italia      |
| André Waignein        | Giurato              | Belgio      |

| Categoria         | Concorrente                                           | Provenienza    | Nazionalità | Direttore              | Posizione |
| ----------------- | ----------------------------------------------------- | -------------- | ----------- | ---------------------- | --------- |
| Eccellenza        | Orchestre d'Harmonie du Val d'Aoste                   | Aosta          | Italia      | M° Lino Blanchod       |           |
| Eccellenza        | Orchestre d'Harmonie de Nantes                        | Nantes         | Francia     | M° Frederic Oster      |           |
| Eccellenza        | Musikgesellschaft Konkordia Egerkingen                |                | Svizzera    | M° Albert Brunner      |           |
| Prima categoria   | Filarmonica Cittadina Guglielmo Andreoli di Mirandola | Mirandola (MO) | Italia      | M° Mirco Besutti       |           |
| Prima categoria   | Orchestra di fiati della Valtellina                   | Sondrio        | Italia      | M° Lorenzo Della Fonte |           |
| Prima categoria   | Abonyi Fuvoszenekar                                   |                | Ungheria    | M° Laszlo Nador        |           |
| Seconda categoria | Krka Zdraviliska                                      |                | Slovenia    | M° Miro Saje           |           |
| Seconda categoria | Orkiestra Deta Kwk Slask                              |                | Polonia     | M° Miroslaw Kaszuba    |           |
| Seconda categoria | Unione Musicale Condovese                             | Torino         | Italia      | M° Gioachino Scomegna  |           |
| Terza categoria   | Associazione Musicale E. Porrino                      | Cagliari       | Italia      | M° Ignazio Perra       |           |
| Terza categoria   | Corpo Musicale M. Mascagni                            | Bolzano        | Italia      | M° Marco Somadossi     |           |
| Terza categoria   | Banda Musicale F. e G. Fontana                        | Trento         | Italia      | M° Corrado Vicentini   |           |
| Brass Band        | Oberaargauer Brass Band                               |                | Svizzera    | M° Manfred Obrecht     |           |

### 1997
Direzione artistica: Prof. Daniele Carnevali  Italia, Prof. Mario Lutterotti  Italia
| Nome              | Ruolo                | Nazionalità |
| ----------------- | -------------------- | ----------- |
| Franco Cesarini   | Presidente di Giuria | Svizzera    |
| Hans Walter Berg  | Presidente di Giuria | Germania    |
| Fulvio Creux      | Giurato              | Italia      |
| Laszlo Marosi     | Giurato              | Ungheria    |
| Jan Van der Roost | Giurato              | Belgio      |
| Gottfried Veit    | Giurato              | Italia      |
| André Waignein    | Giurato              | Belgio      |
| Hardy Mertens     | Giurato              | Paesi Bassi |
| Philip Sparke     | Giurato              | Regno Unito |
| Thomas Doss       | Giurato              | Austria     |

| Categoria         | Concorrente                                         | Provenienza  | Nazionalità | Direttore              | Posizione |
| ----------------- | --------------------------------------------------- | ------------ | ----------- | ---------------------- | --------- |
| Eccellenza        | Nordbayerisches Jugendblasorchester Bad Konigshofen |              | Germania    | M° Ernst Oestreicher   |           |
| Eccellenza        | Blasorchester Lur E. V.                             |              | Germania    | M° Ulrich Winzer       |           |
| Prima categoria   | Krka Zdraviliska                                    |              | Slovenia    | M° Miro Saje           |           |
| Prima categoria   | Banda Musicale Civica di Soncino                    | Soncino (CR) | Italia      | M° Giancarlo Locatelli |           |
| Prima categoria   | Banda Musicale Città di Imola                       | Imola (BO)   | Italia      | M° Fabrizio Bugani     |           |
| Seconda categoria | Musikverein Enzenkirchen                            |              | Austria     | M° Karl Geroldinger    |           |
| Seconda categoria | Banda Comunale di Sinnai                            | Sinnai (CA)  | Italia      | M° Lorenzo Pusceddu    |           |
| Seconda categoria | Corpo Musicale M. Mascagni                          | Bolzano      | Italia      | M° Marco Somadossi     |           |
| Terza categoria   | Viva Mladinski Pihlani Ork. Glasbene Sagorje        |              | Slovenia    | M° Drago Peterlin      |           |
| Terza categoria   | Società Filarmonica Santa Cecilia                   | Sondrio      | Italia      | M° Michele Brambilla   |           |
| Terza categoria   | Musica Unione Novazzano                             |              | Svizzera    | M° Franco Arrigoni     |           |
| Brass Band        | Oberaargauer Brass Band                             |              | Svizzera    | M° Manfred Obrecht     |           |
| Brass Band        | Braeview Academy Brass Band                         |              | Regno Unito | M° LInda Shepherd      |           |

### 1999
Direzione artistica: Prof. Marco Bazzoli  Italia, Prof. Carlo Pirola  Italia
| Nome            | Ruolo                | Nazionalità |
| --------------- | -------------------- | ----------- |
| Franco Cesarini | Presidente di Giuria | Svizzera    |
| Thomas Bricetti | Giurato              | Italia      |
| Jan Cober       | Giurato              | Paesi Bassi |
| Jo Conjaerts    | Giurato              | Paesi Bassi |
| James Curnow    | Giurato              | Stati Uniti |
| Joseph Horowitz | Giurato              | Regno Unito |
| Karoly Neumayer | Giurato              | Ungheria    |
| Pavel Stanek    | Giurato              | Rep. Ceca   |
| Ito Yasuhide    | Giurato              | Giappone    |

| Categoria         | Concorrente                              | Provenienza     | Nazionalità | Direttore            | Posizione |
| ----------------- | ---------------------------------------- | --------------- | ----------- | -------------------- | --------- |
| Eccellenza        | Pihalni Orkester Krka Zdraviliska        |                 | Slovenia    | M° Miro Saje         | [ 2 ]     |
| Eccellenza        | Ateneo Musical Cullera                   |                 | Spagna      | Frank de Vuyst       |           |
| Prima categoria   | Banda Musicale Civica di Soncino         | Soncino (CR)    | Italia      | M° Daniele Carnevali |           |
| Prima categoria   | Fiatinsieme                              | Trofarello (TO) | Italia      | M° Giancarlo Gazzani |           |
| Prima categoria   | Symphonisches Blasorchester Kurnach      |                 | Germania    | M° Wolfang Heinrich  |           |
| Seconda categoria | Bezirksjugendorkester Gmunden            |                 | Austria     | M° Fritz Neubock     |           |
| Seconda categoria | Complesso Bandistico G. Verdi            | Modena          | Italia      | M° Franco Capiluppi  |           |
| Seconda categoria | Corpo Musicale Santa Cecilia             | Trento          | Italia      | M° Gianni Muraro     |           |
| Terza categoria   | Arbeitermusikverein Werkskapelle Lenzing |                 | Austria     | M° Kastner Roland    |           |
| Terza categoria   | Pihlani Orkester Lesce                   |                 | Slovenia    | M° Andreja Solar     |           |
| Terza categoria   | Corpo Bandistico Albiano                 | Trento          | Italia      | M° Marco Somadossi   |           |

### 2001
Direzione artistica: Prof. Marco Bazzoli  Italia, Prof. Carlo Pirola  Italia
| Nome            | Ruolo                | Nazionalità |
| --------------- | -------------------- | ----------- |
| Jo Conjaerts    | Presidente di Giuria | Paesi Bassi |
| Arturo Andreoli | Giurato              | Italia      |
| Felix Hauswirth | Giurato              | Svizzera    |
| Claude Decugis  | Giurato              | Francia     |
| Jacob de Haan   | Giurato              | Paesi Bassi |
| Philip Sparke   | Giurato              | Regno Unito |
| Evžen Zámečník  | Giurato              | Rep. Ceca   |

| Categoria         | Concorrente                                         | Provenienza        | Nazionalità | Direttore                               | Posizione |
| ----------------- | --------------------------------------------------- | ------------------ | ----------- | --------------------------------------- | --------- |
| Eccellenza        | Symphonic Wind Band                                 | Parma              | Italia      | M° Daniele Faziani                      |           |
| Eccellenza        | Stadtmusik Zurich                                   |                    | Svizzera    | M° Kurt Brogli M° Isabelle Ruf - Weber  |           |
| Cat. superiore    | Orchestra Fiati Filarmonica Mousikè                 | Bergamo            | Italia      | M° Savino Acquaviva                     | [ 2 ]     |
| Cat. superiore    | Stadt Blasorchester Goppingen                       |                    | Germania    | M° Karl Heinz Helter                    |           |
| Cat. superiore    | Musikverein Stadl-Paura                             |                    | Austria     | M° Klaus Eder                           |           |
| Prima categoria   | Musikverein Unterpleichfeld                         |                    | Germania    | M° Ernst Oestreicher                    |           |
| Prima categoria   | Studenten Blasorchester Spo Riga                    |                    | Lettonia    | M° Franco Capiluppi                     |           |
| Prima categoria   | Banda Musicale Pont San Martin                      | Pont-Saint-Martin  | Italia      | M° Walter Chenuil                       |           |
| Seconda categoria | Corpo Musicale Costa Volpino                        | Costa Volpino (BG) | Italia      | M° Paolo Bettoli M° Giuseppe Martinelli |           |
| Seconda categoria | Orchestra di fiati del Teatro Comunale di Guastalla | Guastalla (RE)     | Italia      | M° Leonardo Tenca                       |           |
| Seconda categoria | Banda Musicale F. e G. Fontana                      | Trento             | Italia      | M° Stefano Mattuzzi                     |           |
| Terza categoria   | Associazione Banda Musicale Ennio Porrino           | Cagliari           | Italia      | M° Giovanni Foddai                      |           |
| Terza categoria   | Banda Giovanile Jhon Lennon                         | Mirandola (MO)     | Italia      | M° Mirco Besutti                        |           |
| Terza categoria   | Associazione Culturale Amici della Musica           | Napoli             | Italia      | M° Michele Papandrea                    |           |
| Terza categoria   | Corpo Musicale S. Cecilia                           | Seregno (MB)       | Italia      | M° Mauro Bernasconi                     |           |

### 2003
Direzione artistica 
Prof. Marco Bazzoli e Prof. Carlo Pirola
Giuria: Jo Conjaerts (Presidente) (Olanda), Massimo Martinelli (Italia), André Waignein (Belgio), Károly Neumayer (Ungheria), Johann Mösenbichler (Austria), Tim Reynish (Inghilterra), Reinhold Rogg (Germania)
Eccellenza
1. BANDA CIVICA MUSICALE DI SONCINO - (CR) (Italia)
Dir. Luca Valenti
Superiore
1. ASSOCIAZIONE FILARMONICA CITTADINA GUGLIELMO ANDREOLI - (Mirandola, MO) (Italia)
Dir. Gianni Malavasi
Prima Categoria
1.BURGERKAPELLE GRIES – (BZ) (Italia)
Dir. Georg Thaler
Seconda Categoria
1.BANDA MUSICALE DI GARDOLO – (TN) (Italia)
Dir. Andrea Loss
Terza Categoria (brano d'obbligo: Casual suite in Eb di Lorenzo Pusceddu)
1. Società Filarmonica Il Risveglio di Dogliani (CN) (Italia) pt. 85,54
Dir. Valerio Semprevivo (premio Migliore Direzione Artistica pt. 88,50)
Premi speciali
TROFEO FLICORNO D'ORO 2003 - Primo Premio Assoluto: Banda Civica Musicale di Soncino

### 2005
Direzione artistica
Prof. Marco Bazzoli e Prof. Carlo Pirola
Giuria: Johann Mösenbichler (Presidente) (Austria), Bert Aalders (Paesi Bassi), Jacob de Haan (Paesi Bassi), Roberto di Marino (Italia), Felix Hauswirth (Svizzera), Sylvain Marchal (Francia), László Marosi (Ungheria)
Eccellenza
2. HARMONIE DE SOLEUVRE – (Lussemburgo)
Dir. Jean-Claude Braun
Superiore
1. CIVICA ORCHESTRA DI FIATI “G. VERDI” CITTÀ DI TRIESTE - (TS) (Italia)
Dir. Fulvio Dose
Prima Categoria
1. PIHALNI ORKESTER LESCE – (Slovenia)
Dir. Aljoša Deferri
Seconda Categoria
1. MUSIKVEREIN BREITENTHAL 1830 e.V. -  (Germania)
Dir. Thomas Wieser
Terza Categoria
1. CORPO BANDISTICO DINO FANTONI – (VR) (Italia)
Dir. Giuliano Bertozzo
Premi speciali
TROFEO FLICORNO D'ORO 2005 - Primo Premio Assoluto: Musikverein Breitenthal 1830 e.V.

### 2007
Direzione artistica
Prof. Marco Bazzoli e Prof. Carlo Pirola
Giuria: Johann Mösenbichler (Presidente) (Austria), Franco Cesarini (Svizzera), Claudio Mandonico (Italia), Károly Neumayer (Ungheria), Reinhold Rogg (Germania), Gottfried Veit (Italia), André Waignein (Belgio)
Eccellenza
1. MUSIQUE DE LANDWEHR FRIBOURG - (Svizzera)
Adrian Schneider
Superiore
1. KON. HARMONIE ST. CECILIA ROTEM - (Belgio)
Jos Simons
Prima Categoria
1. ORCHESTRA DI FIATI DI VALLECAMONICA G. GAVAZZENI - (Italia)
Denis Salvini
Seconda Categoria
1. PIHALNI ORKESTER KOMEN - (Slovenia)
Simon Perčič
Terza Categoria
1. VERONA WIND ORCHESTRA - (Italia)
Luciano Brutti
Banda Giovanile
1. ORCHESTRE DU CIEM - (Francia)
Françoise Thaize Tournier e Sylvain Felix
Premi speciali
TROFEO FLICORNO D'ORO 2007 - Primo Premio Assoluto: Koninklijke HArmonie St. Cecilia Rotem

### 2008
Direzione artistica
Prof. Marco Bazzoli e Prof. Carlo Pirola
Andrè Waignein (Presidente) (Belgio), Bert Appermont (Belgio), Maurizio Billi (Italia), Daniele Carnevali (Italia), Thomas Doss (Austria), Philippe Ferro (Francia), Felix Hauswirth (Svizzera)
Superiore
1. Stadtmusik St. Gallen - (Svizzera)
Albert Brunner
Prima Categoria
1. Musikkapelle Natur - (Italia)
Josef Hanny
Seconda Categoria
1. Verona Wind Orchestra - (Italia)
Luciano Brutti
Terza categoria
1. Jugendorc. der Harmoniemusik Welden - (Germania)
Robert Sibich
Premi speciali
TROFEO FLICORNO D'ORO 2008 - Primo Premio Assoluto: Verona Wind Orchestra

### 2009
Direzione artistica
Prof. Daniele Carnevali
Giuria: Andrè Waignein (Presidente) (Belgio), Claude Decugis (Francia), Philippe Ferro (Francia), Lorenzo Pusceddu (Italia), Walter Ratzek (Germania), Kees Schoonenbeek (Paesi Bassi), Marco Tamanini (Italia)
Eccellenza
1. Landesjugendblasorchester Niedersachsen - (Germania)
Matthias Höfert
Superiore
1. SBO Retz - (Austria)
Gerhard Forman	
Prima Categoria
1. Stadtkapelle Bad Griesbach - (Germania)
Hans Killingseder
Seconda Categoria
1. Koninklijke Harmonie St. Lucia Engsbergen-Tessenderlo  - (Belgio)
Claes Marc
Terza categoria
1. Banda sociale di Zambana - (Italia)
Danilo Antolini
Premi speciali
TROFEO FLICORNO D'ORO 2009 - Maggio Punteggio Assoluto:  SBO Retz - (Austria)
Premio Speciale per la direzione: Ángel Hernández Azorín - Banda Asociación Amigos de la Música de Yecla - (Spagna)
Premio Speciale per la maturità dimostrata dai giovanissimi componenti: Jugenkapelle Fischen - (Germania)
Premio Speciale per l'esecuzione del brano Extreme Make Over di Johan de Meij: Sessione Percussioni della Musikkapelle Peter Mayr Pfeffersberg - (Italia)
Premio Speciale per la musicalità e l'ottima intonazione nella seconda parte del brano Hymn of the Highlands di Philip Sparke : Trio Sax della SBO Retz - (Austria)

### 2010
Direzione artistica
Prof. Daniele Carnevali
Giuria: Andrè Waignein (Presidente) (Belgio), Alain Crepin (Belgio), Angelo de Paola (Italia), Hardy Mertens (Paesi Bassi), Otto M. Schwarz (Austria), Marco Somadossi (Italia), Gottfried Veit (Italia)
Categoria Eccellenza
1. Orchestre d'Harmonie du Val d'Aoste - (Italia)
Lino Blanchod
Categoria Superiore
1. Accademia Musicale Euterpe - (Italia)
Michele Netti	
Prima Categoria
1. A.C.A.M. "G. Verdi" di Ciminna - (Italia)
Vincenzo Grimaldi
Seconda Categoria
1. Orchestra di FiaU Mediterranea Città di Amantea  - (Italia)
Giuseppe Gloria
Terza categoria
1. Banda Musicale di Malles Venosta - (Italia)
Hanspeter Rinner
Categoria Giovanile
1. Ferrari Schulblasorchester - (Italia)
Martin Graber
Premi speciali
TROFEO FLICORNO D'ORO 2010 - Maggior Punteggio Assoluto:  Orchestre d'Harmonie du Val d'Aoste - (Italia)
Premio Speciale per la direzione: Giuliano Bertozzo - Corpo Bandistico "Dino Fantoni" Dossobuono - (Italia)
Premio Speciale al Maestro Mirco Besutti e ai suoi collaboratori (Banda giovanile John Lennon) per l'enorme impegno educativo e sociale svolto attraverso la didattica musicale
Premio Speciale per l'esecuzione del brano New York Overture  a Basso Tuba e Tromba della Ferrari Schulblasorchester "(Italia)"

### 2011
Direzione artistica
Prof. Daniele Carnevali
Giuria: Jacob De Haan (Presidente) (Olanda), Lino Blanchod (Italia), Ferrer Ferran (Spagna), Stefano Gatta (San Marino), ClaudecPichaureau (Francia), Miro Saje (Slovenia), Kees Vlak (Paesi Bassi)
Categoria Eccellenza
1. Nordbayerisches Jugendblasorchester - (Germania)
Ernst Oestreicher
Categoria Superiore
1. Städtisches Blasorchester Göppingen - (Germania)
Martina Rimmele	
Prima Categoria
1. Etna Wind Orchestra - (Italia)
Salvatore Mangano
Seconda Categoria
1. Associazioine Alerese A.M.A  - (Italia)
Luca Mangini
Terza categoria
1. Banda Musicale Città di Isola del Liri - (Italia)
Sandro Taglione
Categoria Giovanile
1. Ferrari SBO Meran - (Italia)
Martin Graber
Premi speciali
TROFEO FLICORNO D'ORO 2011 - Maggior Punteggio Assoluto:  Städtisches Blasorchester Göppingen conseguito con punti 95,33
Premio Speciale al trombone Etna Wind Orchestra per il solo nel brano “Juana de Arco” di Ferrer Ferran
Premio Speciale al Maestro Alessandro Celardi dell'Orchestra di Fiati “Città di Ferentino” per l'intensa capacità comunicativa con il proprio gruppo
Premio Speciale al Sax Soprano Städtisches Blasorchester Göppingen per il solo nel brano “Al Piemonte” di Carlo Alberto Pizzini
Premio Speciale a Denis Salvini direttore della Orchestra di Fiati di Vallecamonica per l'interpretazione e la capacità tecnica
Premio Speciale per la direzione Conrad Onclin direttore della Koninklijke Harmonie Sint Martinus Riemst

### 2012
Direzione artistica
Prof. Daniele Carnevali
Giuria: Donald Hunsberger (Presidente) (USA), Fulvio Creux (Presidente) (Italia), Miguel Etchegoncelay (Argentina), Otto M. Schwarz (Austria), Philippe Langlet (Francia), Michele Netti (Italia), Hardy Mertens (Paesi Bassi)
Categoria Eccellenza
2. Stadtkapelle Radolfzell - (Germania)
Kuno Rauch
Categoria Superiore
1. Harmonie-Orkest "Concordia Treebeek" Brunssum - (Olanda)
Björn Bus
Prima Categoria
1. Filarmonica Saltriese  - (Italia)
Glauco Zanoni
Seconda Categoria
1. Banda Musicale Monastir   - (Italia)
Alessandro Cabras
Terza categoria
1. Complesso Bandistico Comunale Città di Albano "Cesare Durante" - (Italia)
Leonardo Olivelli
Categoria Giovanile
1. Ferrari SBO Meran - (Italia)
Martin Graber
Premi speciali
TROFEO FLICORNO D'ORO 2012 - Maggior Punteggio Assoluto:  Complesso Bandistico Comunale Città di Albano "Cesare Durante" conseguito con punti 93,58
Premio Speciale per la direzione a Mitja Dragolič direttore dell'orchestra Pihalni orkesterGlasbene šole Grosuplje
Premio Speciale alla banda Stadtmusik Salzburg per la migliore interpretazione del brano d'obbligo “La Corona d'Italia” di Sebastiano Vitaliti

### 2013
Direzione artistica
Prof. Daniele Carnevali
Giuria: Franco Cesarini (Presidente)(Svizzera), Franco Benzi (Italia), Thomas Ludescher (Austria), Károly Neumayer (Ungheria), Benoît Chantry (Belgio), Armando Saldarini (Italia), Jacob de Haan (Paesi Bassi)
Categoria Superiore
1. Orchestra Fiati Val D'Isonzo – (Italia)
Fulvio Dose
Prima Categoria
1. Bezirksjugendorchester Kirchdorf  - (Austria)
Gottfried Rapperstorfer - Christoph Pamminger
Seconda Categoria
1. Società Filarmonica Stabio - (Italia)
Pietro Rezzonico
Terza categoria
1. Musikverein Geiersberg - (Austria)
Stefan Unterberger
Categoria Giovanile
1. Banda d'istituto Liceo "Gambara"  - (Italia)
Giulio Piccinelli
Premi speciali
TROFEO FLICORNO D'ORO - Primo Premio Assoluto: Orchestra Fiati Val D'Isonzo conseguito con punti 94,13
PREMIO SPECIALE alla percussionista alle tastiere - Feldmusik Hochdorf - per l'esecuzione attenta e precisa nel brano TOM SAWYER SUITE di Franco Cesarini

### 2014
Categoria Eccellenza:
1. Associazione Culturale Musicale Val Isonzo – I –
Fulvio Dose
Categoria Superiore:
1. Voestalpine Blasorchester – A –
Walter Weinzierl
Prima Categoria:
1. Orchestra a Fiati dell'Ist. Sup. di Studi Musicali “Vecchi Tonelli” di Modena e Carpi – I –
Massimo Bergamini
Seconda Categoria:
1. Banda Musicale di Reana del Rojale – I –
Flavio Luchitta
Terza Categoria:
1. Musikverein Riedau – A –
Stefan Daller
Categoria Giovanile:
1. Ferrari Schulblasorchester Meran – I –
Martin Graber

### 2015
Direzione artistica
Prof. Daniele Carnevali
Giuria: Johan De Meij (Presidente)(NL), Miro Saje (Presidente)(SLO), Andrés Álvarez (E), René Castelain (F), Andrea Franceschelli (I), Michele Mangani (I), Piet Swerts (B), Enea Tonetti (I)
Trofeo Flicorno d'Oro:
KD Pihalni orkester Krka – SLO – Matevž Novak
Categoria Eccellenza:
1. KD Pihalni orkester Krka – SLO
Matevž Novak
Prima Categoria:
1. Kreisjugendblasorchester Olpe – D
Ingo Samp
Seconda Categoria:
1. Associazione Musicale “G. Rossini” di Latina – I
Raffaele Gaizo
Terza Categoria:
1. Concerto di Fiati Giuseppe Verdi di Tolentino – I
Daniele Berdini
Categoria Giovanile:
1. Junior Band della banda cittadina “Gasparo Bertolotti” di Salò – I
Chiara Turati

### 2016
Direzione artistica: Prof. Daniele Carnevali  Italia
| Nome              | Ruolo                | Nazionalità |
| ----------------- | -------------------- | ----------- |
| Jan Cober         | Presidente di Giuria | Paesi Bassi |
| Bert Appermont    | Giurato              | Belgio      |
| Thomas Doss       | Giurato              | Austria     |
| Felix Hauswirth   | Giurato              | Svizzera    |
| Thomas Lundescher | Giurato              | Austria     |
| Paolo Mazza       | Giurato              | Italia      |
| Angelo Sormani    | Giurato              | Italia      |

| Categoria           | Concorrente                                        | Provenienza             | Nazionalità | Direttore                | Posizione |
| ------------------- | -------------------------------------------------- | ----------------------- | ----------- | ------------------------ | --------- |
| Eccellenza          | Orchestra di Fiati della Val Camonica              |                         | Italia      | M° Denis Salvini         |           |
| Eccellenza          | Stadtkapelle Kirchheim unter Teck                  |                         | Germania    | M° Marc Lange            |           |
| Eccellenza          | Trachtenmusikkapelle Bad Wimsbach - Neydharting    |                         | Austria     | M° Werner Parzer         |           |
| Eccellenza          | Mannheimer BlŠserphilharmonie e.V.                 |                         | Germania    | M° Miguel Ercolino       |           |
| Cat. superiore      | Stadtmusikkapelle Wilten                           |                         | Austria     | M° Peter Kostner         |           |
| Cat. superiore      | Sinfonisches Blasorchester Forchheim - Buckenhofen |                         | Germania    | M° Matthias Wehr         |           |
| Prima categoria     | Brescia Wind Orchestra                             | Brescia                 | Italia      | M° Davide Pozzali        | [ 2 ]     |
| Prima categoria     | Orchestra a fiati Jonico Salentina                 | Taviano (LE)            | Italia      | M° Diego Gira            |           |
| Prima categoria     | Associazione Musicale G. Rossini                   | Latina                  | Italia      | M° Raffaele Gaizo        |           |
| Seconda categoria   | Società Filarmonica Novese                         | Novi di Modena (MO)     | Italia      | M° Stefano Bergamini     |           |
| Seconda categoria   | Jugendkapelle Oberharmersbach                      |                         | Germania    | M° Siegfried Rappenecker |           |
| Seconda categoria   | Musikkapelle Sibratsgfäll                          |                         | Austria     | M° Simon Gmeiner         |           |
| Terza categoria     | Circolo musicale Parteollese                       | Dolianova (CA)          | Italia      | M° Filippo Ledda         |           |
| Terza categoria     | Orchestra giovanile Giuseppe Rechichi              | Oppido Mamertina (RC)   | Italia      | M° Stefano Calderone     |           |
| Terza categoria     | Corpo bandistico comunale G. Rossini               | Castions di Strada (UD) | Italia      | M° Mirco Besutti         |           |
| Categoria giovanile | Ferrari Schulblasorchester Meran                   | Bolzano                 | Italia      | M° Martin Graber         |           |
| Categoria giovanile | Jugendkapelle Bad Leonfelden                       |                         | Austria     | M° Christian Dumphart    |           |
| Categoria giovanile | Nagyboldogasszony Iskolaközpont                    |                         | Ungheria    | M° Bogáthy Gábor         |           |

### 2017
Direzione artistica: Prof. Daniele Carnevali  Italia
| Nome            | Ruolo                | Nazionalità |
| --------------- | -------------------- | ----------- |
| Norbert Nozy    | Presidente di Giuria | Belgio      |
| Henrie Adams    | Giurato              | Paesi Bassi |
| Marco Bazzoli   | Giurato              | Italia      |
| Philippe Ferro  | Giurato              | Francia     |
| Delio Gonçalves | Giurato              | Portogallo  |
| László Marosi   | Giurato              | Stati Uniti |
| Carlo Pirola    | Giurato              | Italia      |

| Categoria           | Concorrente                                      | Provenienza     | Nazionalità | Direttore                                 | Posizione |
| ------------------- | ------------------------------------------------ | --------------- | ----------- | ----------------------------------------- | --------- |
| Eccellenza          | Civica Filarmonica di Lugano                     |                 | Svizzera    | M° Franco Cesarini                        | [ 2 ]     |
| Eccellenza          | Koninklijk Harmonieorkest De Jongelingskring     |                 | Belgio      | M° Nico Logghe                            |           |
| Eccellenza          | Mannheimer BlŠserphilharmonie e.V.               |                 | Germania    | M° Miguel Ercolino                        |           |
| Cat. superiore      | Landesjugendblasorchester Hessen                 |                 | Germania    | M° Jens Weismantel                        |           |
| Cat. superiore      | Wind Project of Schärding                        |                 | Austria     | M° Alois Papst                            |           |
| Cat. superiore      | Musikkapelle Peter Mayr Pfeffersberg             | Bressanone (BZ) | Italia      | M° Bernhard Reifer                        |           |
| Prima categoria     | Musikverein Unterpleichfeld                      |                 | Germania    | M° Ernst Oestreicher                      |           |
| Prima categoria     | Orchestra di Fiati Brixiae Harmoniae             | Brescia         | Italia      | M° Andrea Gasparini M° Giulio Piccinelli  |           |
| Prima categoria     | Hrvatski Puhački Orkestar Gradska Glazba Imotski |                 | Croazia     | M° Ivan Glibota                           |           |
| Seconda categoria   | Orchestra giovanile di fiati Increscendo         | Abruzzo         | Italia      | M° Fabio Portè                            |           |
| Seconda categoria   | Corpo Bandistico Dino Fantoni                    | Dossobuono (VE) | Italia      | M° Giuliano Bertozzo                      |           |
| Seconda categoria   | Pihalni Orkester Mestne Občine Kranj             |                 | Slovenia    | M° Matej Rihter                           |           |
| Terza categoria     | Koninklijke Harmonie St. Isidorus Deurne-Diest   |                 | Belgio      | M° Frank Boonen                           |           |
| Terza categoria     | Jugendmusik Siebnen                              |                 | Svizzera    | M° Dominik Hüppin M° Michael Schönbächler |           |
| Terza categoria     | Banda Giovanile John Lennon                      | Mirandola (MO)  | Italia      | M° Mirco Besutti                          |           |
| Categoria giovanile | Pihalni orkester glasbene šole Gornja Radgona    |                 | Slovenia    | M° Rok Volk                               |           |